# 富士回游号列车
富士回遊（日语：／ fujikaiyū */?）是由东日本旅客铁道（JR东日本）和富士急行共同运营的一列特别急行列车。该列车经由中央本线和富士急行线（富士急行大月線、河口湖線），运行区间为新宿站-河口湖站。

## 简介
2018年12月14日，JR东日本和富士急行宣布将于2019年3月16日起联合开行新特急列车富士回游，为了方便来自中国大陆和台湾等汉字文化圈游客，列车车名选择了用汉字表示。

## 停车站
新宿站-立川站-八王子站-大月站-都留文科大学前站-富士山站-富士急高原乐园站-河口湖站

## 使用车辆

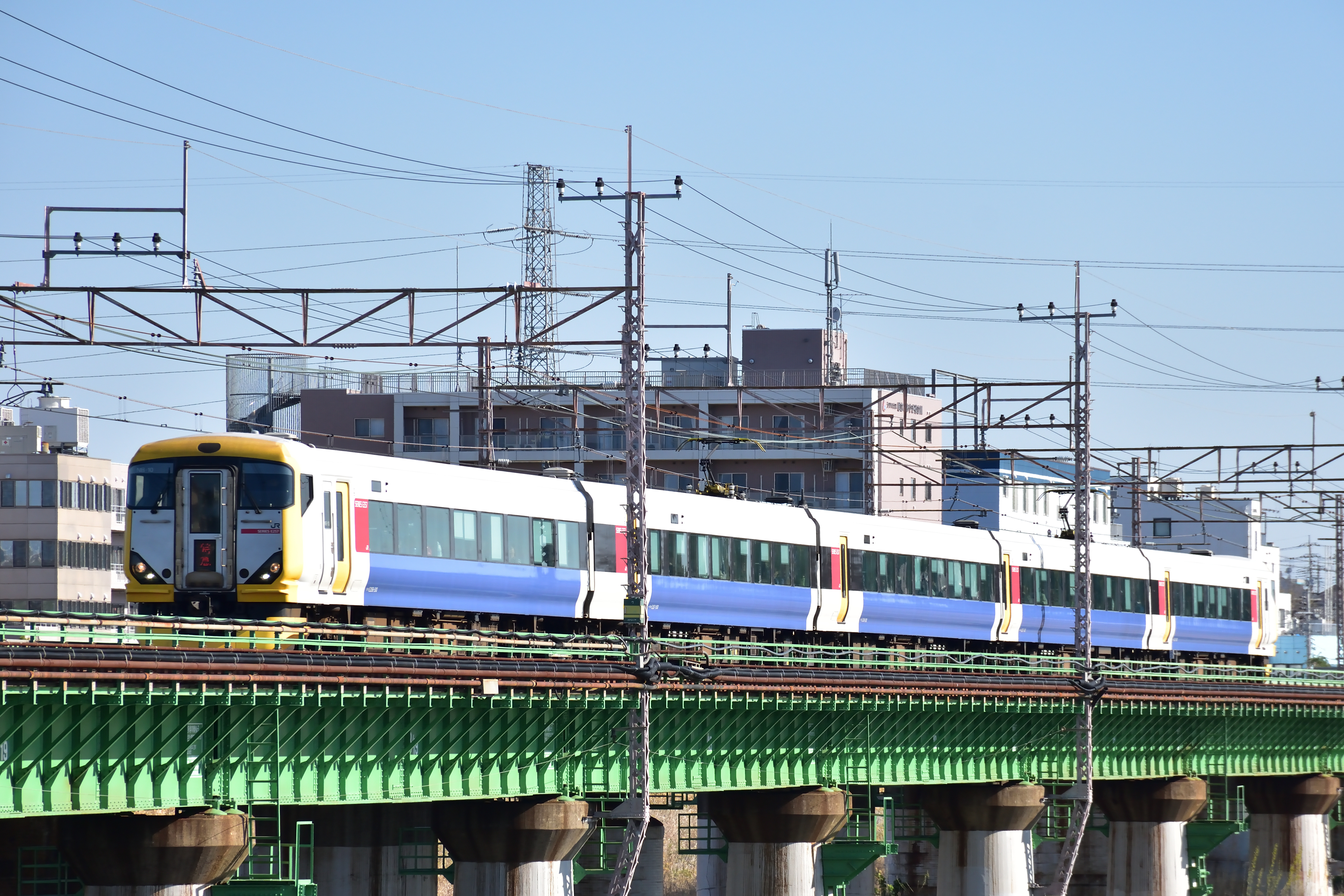
E257系500番台开行的富士回游临时列车

定期车辆选择的是松本车辆中心所属的E353系电车，全车采用指定席，需使用指定席特急券或座席未指定券。